# Polisportiva Alghero 2009-2010
Nella stagione 2009-10 la Polisportiva Alghero ha disputato il secondo campionato di Lega Pro Seconda Divisione (Serie C2) della sua storia.

## Organigramma societario
Area direttiva
- Presidente: Corrado Sanna
- Direttore Generale: Mauro parsani
- Responsabile settore giovanile: Gianluca Pittalis
- Direttore area: Antonello Calvia
- Osservatore: Roberto Lampis
- Addetto stampa: Nicola Nieddu
- Magazzinieri: Piero Signorini, Antonio Sotgia

Area tecnico-sanitaria
- Allenatore: Ninni Corda
- Direttore tecnico: Luciano Giua
- Allenatore in 2ª: Giovanni Scanu
- Preparatore dei portieri: Mario Pompili
- Collaboratore tecnico: Giovanni Mattu
- Medico sociale: Flavio Tangianu
- Fisioterapisti: Raffaele Cabizza, Gianluca Delrio

## Rosa

### Rosa 2009-2010
| N. |                     | Ruolo | Calciatore          |
| -- | ------------------- | ----- | ------------------- |
|    | Italia (bandiera)   | P     | Simone Aresti       |
|    | Italia (bandiera)   | P     | Bruno Maltoni       |
|    | Italia (bandiera)   | P     | Filippo Zani        |
|    | Italia (bandiera)   | D     | Martino Borghese    |
|    | Italia (bandiera)   | D     | Gaetano Calà        |
|    | Italia (bandiera)   | D     | Andrea Calistri     |
|    | Italia (bandiera)   | D     | Simone Cirina       |
|    | Italia (bandiera)   | D     | Cristoforo Correale |
|    | Italia (bandiera)   | D     | Mauro Gilardi       |
|    | Italia (bandiera)   | D     | Andrea Peana        |
|    | Italia (bandiera)   | D     | Antonio Luigi Nurra |
|    | Paraguay (bandiera) | D     | Josè Colman Castro  |
|    | Italia (bandiera)   | D     | Alberto Storai      |
|    | Italia (bandiera)   | C     | Stefano Amadio      |
|    | Italia (bandiera)   | C     | Dario Barraco       |
|    | Italia (bandiera)   | C     | Roberto Cau         |

| N. |                   | Ruolo | Calciatore             |
| -- | ----------------- | ----- | ---------------------- |
|    | Italia (bandiera) | C     | Alessio Cossu          |
|    | Italia (bandiera) | C     | Enrico Cotza           |
|    | Italia (bandiera) | C     | Giacomo Demartis       |
|    | Italia (bandiera) | C     | Federico Gentile       |
|    | Italia (bandiera) | C     | Nicola Lai             |
|    | Italia (bandiera) | C     | Joseph Manzini         |
|    | Italia (bandiera) | C     | Celestino Marini       |
|    | Italia (bandiera) | C     | Nicola Rais            |
|    | Italia (bandiera) | C     | Davide Sentinelli      |
|    | Italia (bandiera) | C     | Nicola Sogus           |
|    | Italia (bandiera) | A     | Andrea Cocco           |
|    | Italia (bandiera) | A     | Nicola Dal Bosco       |
|    | Italia (bandiera) | A     | Massimiliano Farruggia |
|    | Italia (bandiera) | A     | Simone Ghezzi          |
|    | Italia (bandiera) | A     | Roberto Orlandi        |
|    | Italia (bandiera) | A     | Riccardo Santi         |

## Calciomercato

### Sessione estiva(dall'1/7 all'1/9)
| Acquisti | Acquisti               | Acquisti    | Acquisti |
| R.       | Nome                   | da          | Modalità |
| -------- | ---------------------- | ----------- | -------- |
| P        | Simone Aresti          | Cagliari    | prestito |
| P        | Bruno Maltoni          | --          |          |
| D        | Simone Cirina          | Carpenedolo |          |
| D        | Cristoforo Correale    | Juve Stabia |          |
| D        | Mauro Gilardi          | Olbia       |          |
| D        | Giovanni Piccolo       | --          |          |
| D        | Gabriele Puglia        | --          |          |
| D        | Alberto Storai         | --          |          |
| C        | Dario Barraco          | Cisco Roma  |          |
| C        | Roberto Cau            | --          |          |
| C        | Giacomo Demartis       | --          |          |
| C        | Nicola Lai             | --          |          |
| C        | Celestino Marini       | --          |          |
| C        | Nicola Rais            | --          |          |
| A        | Andrea Cocco           | Rovigo      |          |
| A        | Massimiliano Farruggia | --          |          |
| A        | Riccardo Santi         | --          |          |

| Cessioni | Cessioni           | Cessioni | Cessioni |
| R.       | Nome               | a        | Modalità |
| -------- | ------------------ | -------- | -------- |
| P        | Alessandro Benzo   | --       |          |
| P        | Davide Capello     | --       |          |
| D        | Giulio China       | --       |          |
| D        | Giacomo Garau      | --       |          |
| D        | Fabio Gavazzi      | --       |          |
| D        | Jacopo Mariscoli   | --       |          |
| D        | Stefano Medda      | Pescara  |          |
| D        | Roberto Sini       | --       |          |
| D        | Vito Tarantino     | --       |          |
| D        | Matteo Tedde       | --       |          |
| C        | Mamadou Danfà      | --       |          |
| C        | Marco Dettori      | --       |          |
| C        | Leonardo Ferretti  | --       |          |
| C        | Riccardo Gavioli   | --       |          |
| C        | Federico Gentile   | --       |          |
| C        | Stefano Mereu      | --       |          |
| C        | Giuseppe Palmisano | --       |          |
| C        | Davide Puddu       | --       |          |
| C        | Francesco Zitolo   | --       |          |
| A        | Alessandro Frau    | --       |          |
| A        | Marco Giordano     | --       |          |
| A        | Antonio Papa       | --       |          |
| A        | Roberto Puddu      | --       |          |
| A        | Ivano Sorrentino   | --       |          |

## Risultati

### Lega Pro Seconda Divisione

#### Girone di andata
| Arbitro: | Gambini (Roma) |

|                                    |           |             |
| Sentinelli 2’ Cirina 40’ Cocco 58’ | Marcatori | 86’ Scavone |

| Arbitro: | Ruini (Reggio Emilia) |

|            |           |                                                |
| Giglio 40’ | Marcatori | 7’ Cau 65’ (rig.) Cocco 90+1’ (rig.) Farruggia |

| Arbitro: | Aversano (Treviso) |

|                                       |           |             |
| Lorenzini 19’ Capogna 26’ Germani 38’ | Marcatori | 85’ Orlandi |

| Alghero 13 settembre 2009, ore 15:00 CEST 4ª giornata | Alghero             | 0 – 0 | Crociati Noceto | Stadio Mariotti\| Arbitro: \| Zanichelli (Genova) \| |
| Arbitro:                                              | Zanichelli (Genova) |       |                 |                                                      |

| Arbitro: | Mariani (Aprilia) |

|  |           |                          |
|  | Marcatori | 39’ Sentinelli 47’ Cocco |

| Arbitro: | Ros (Pordenone) |

|             |           |  |
| Demartis 1’ | Marcatori |  |

| Arbitro: | Pizzi (Saronno) |

|  |           |                                  |
|  | Marcatori | 5’ Colman 57’ Cocco 78’ Demartis |

| Arbitro: | Mangialardi (Pistoia) |

|           |           |             |
| Colman 5’ | Marcatori | 20’ Cassaro |

| Vercelli 18 ottobre 2009, ore 15:00 CEST 9ª giornata | Pro Vercelli     | 0 – 0 | Alghero | Stadio Silvio Piola\| Arbitro: \| Bergher (Rovigo) \| |
| Arbitro:                                             | Bergher (Rovigo) |       |         |                                                       |

| Arbitro: | Bellutti (Trento) |

|                 |           |                |
| Cocco 5’ (rig.) | Marcatori | 11’, 49’ Bisso |

| Villacidro 1º novembre 2009, ore 14:30 UTC+1 11ª giornata | Villacidrese     | 0 – 0 | Alghero | Stadio Comunale\| Arbitro: \| Carbone (Napoli) \| |
| Arbitro:                                                  | Carbone (Napoli) |       |         |                                                   |

| Arbitro: | Liotta (Lucca) |

|                         |           |           |
| Sentinelli 17’ Rais 17’ | Marcatori | 5’ Fantin |

| Arbitro: | D'Alesio (Forlì) |

|  |           |                                   |
|  | Marcatori | 20’ (aut.) Fogacci 40’ Sentinelli |

| Arbitro: | Vivenzi (Brescia) |

|           |           |              |
| Cocco 67’ | Marcatori | 38’ Barbieri |

| Arbitro: | Ostinelli (Como) |

|           |           |  |
| Russo 11’ | Marcatori |  |

| Arbitro: | Coccia (San Benedetto del Tronto) |

|  |           |                    |
|  | Marcatori | 24’ (rig.) Lazzaro |

| Arbitro: | Peretti (Verona) |

|  |           |                |
|  | Marcatori | 20’, 72’ Cocco |

#### Girone di ritorno
| Arbitro: | Manera (Castelfranco Veneto) |

|                     |           |  |
| Albanese 58’, 90+2’ | Marcatori |  |

| Alghero 10 gennaio 2010, ore 14:30 UTC+1 19ª giornata | Alghero           | 0 – 0 | Olbia | Stadio Mariotti\| Arbitro: \| Baratta (Salerno) \| |
| Arbitro:                                              | Baratta (Salerno) |       |       |                                                    |

| Arbitro: | Pizzi (Saronno) |

|                                   |           |  |
| Cocco 72’ (rig.), 90+1’ Sogus 77’ | Marcatori |  |

| Noceto 24 gennaio 2010, ore 14:30 UTC+1 21ª giornata | Crociati Noceto | 0 – 0 | Alghero | Stadio Comunale (204 spett.)\| Arbitro: \| Monaco (Tivoli) \| |
| Arbitro:                                             | Monaco (Tivoli) |       |         |                                                               |

| Arbitro: | Benassi (Bologna) |

|                       |           |  |
| Sogus 10’ Manzini 70’ | Marcatori |  |

| Arbitro: | Barbiero (Vicenza) |

|               |           |            |
| Quarenghi 58’ | Marcatori | 72’ Molino |

| Arbitro: | La Penna (Roma) |

|                   |           |  |
| Ghezzi 51’, 90+5’ | Marcatori |  |

| Rodengo-Saiano 28 febbraio 2010, ore 14:30 UTC+1 25ª giornata | Rodengo Saiano  | 0 – 0 | Alghero | Stadio comunale di Rodengo-Saiano\| Arbitro: \| Tidona (Torino) \| |
| Arbitro:                                                      | Tidona (Torino) |       |         |                                                                    |

| Arbitro: | Gavillucci (Latina) |

|                  |           |  |
| Cocco 56’ (rig.) | Marcatori |  |

| Arbitro: | Irrati (Pistoia) |

|  |           |           |
|  | Marcatori | 14’ Cocco |

| Arbitro: | Cafari Panico (Cassino) |

|                                      |           |                                |
| Molino 8’ Dal Bosco 37’ Demartis 79’ | Marcatori | 47’ (rig.) Ricciardo 49’ Manzo |

| Arbitro: | Gambini (Roma) |

|                 |           |                |
| Pietribiasi 53’ | Marcatori | 57’ Sentinelli |

| Arbitro: | Borracci (San Benedetto del Tronto) |

|              |           |                 |
| Borghese 72’ | Marcatori | 90+2’ Pavoletti |

| Arbitro: | Liotta (Lucca) |

|              |           |  |
| Barbieri 27’ | Marcatori |  |

| Arbitro: | Manera (Castelfranco Veneto) |

|                                                     |           |                                               |
| Cocco 14’ (rig.) Demartis 57’ Sentinelli 77’ (rig.) | Marcatori | 34’ (rig.)Parisi 64’ (rig.) Parisi 76’ Casisa |

| Arbitro: | Cervellera (Taranto) |

|                           |           |  |
| Cesarini 47’ Chianese 86’ | Marcatori |  |

| Arbitro: | Soricato (Barletta) |

|                            |           |  |
| Cocco 38’, 64’ Alese 90+3’ | Marcatori |  |

### Coppa Italia Lega Pro
| Arbitro: | La Penna (Roma) |

|                          |           |                                        |
| Ricciardo 35’ Cappai 86’ | Marcatori | 57’ Cau 68’ (rig.) Farrugia 80’ Cappai |

| Arbitro: | Palazzino (Ciampino) |

|             |           |                |
| Gentile 53’ | Marcatori | 18’ Castricato |

| Arbitro: | Intagliata (Siracusa) |

|                |           |                      |
| Morbidelli 30’ | Marcatori | 88’ (rig.) Farruggia |

## Statistiche

### Statistiche di squadra
| Competizione               | Punti | In casa | In casa | In casa | In casa | In casa | In casa | In trasferta | In trasferta | In trasferta | In trasferta | In trasferta | In trasferta | Totale | Totale | Totale | Totale | Totale | Totale | DR  |
| Competizione               | Punti | G       | V       | N       | P       | Gf      | Gs      | G            | V            | N            | P            | Gf           | Gs           | G      | V      | N      | P      | Gf     | Gs     | DR  |
| -------------------------- | ----- | ------- | ------- | ------- | ------- | ------- | ------- | ------------ | ------------ | ------------ | ------------ | ------------ | ------------ | ------ | ------ | ------ | ------ | ------ | ------ | --- |
| Lega Pro Seconda Divisione | 56    | 17      | 9       | 6       | 2       | 27      | 13      | 17           | 6            | 6            | 5            | 16           | 12           | 34     | 15     | 12     | 7      | 43     | 25     | +18 |
| Coppa Italia               | -     | 1       | 0       | 1       | 0       | 1       | 1       | 2            | 1            | 1            | 0            | 4            | 3            | 3      | 1      | 2      | 0      | 5      | 4      | +1  |
| Totale                     | -     | 18      | 9       | 7       | 2       | 28      | 14      | 19           | 7            | 7            | 5            | 20           | 15           | 37     | 16     | 14     | 7      | 48     | 29     | +19 |